# Pleonectoides vinacea
Pleonectoides vinacea är en fjärilsart som beskrevs av George Francis Hampson 1891. Pleonectoides vinacea ingår i släktet Pleonectoides och familjen Crambidae. Inga underarter finns listade i Catalogue of Life.